# Династический орден
Династический орден (англ. Dynastic order, англ. house order, нем. Hausorden) — термин, имеющий несколько значений.

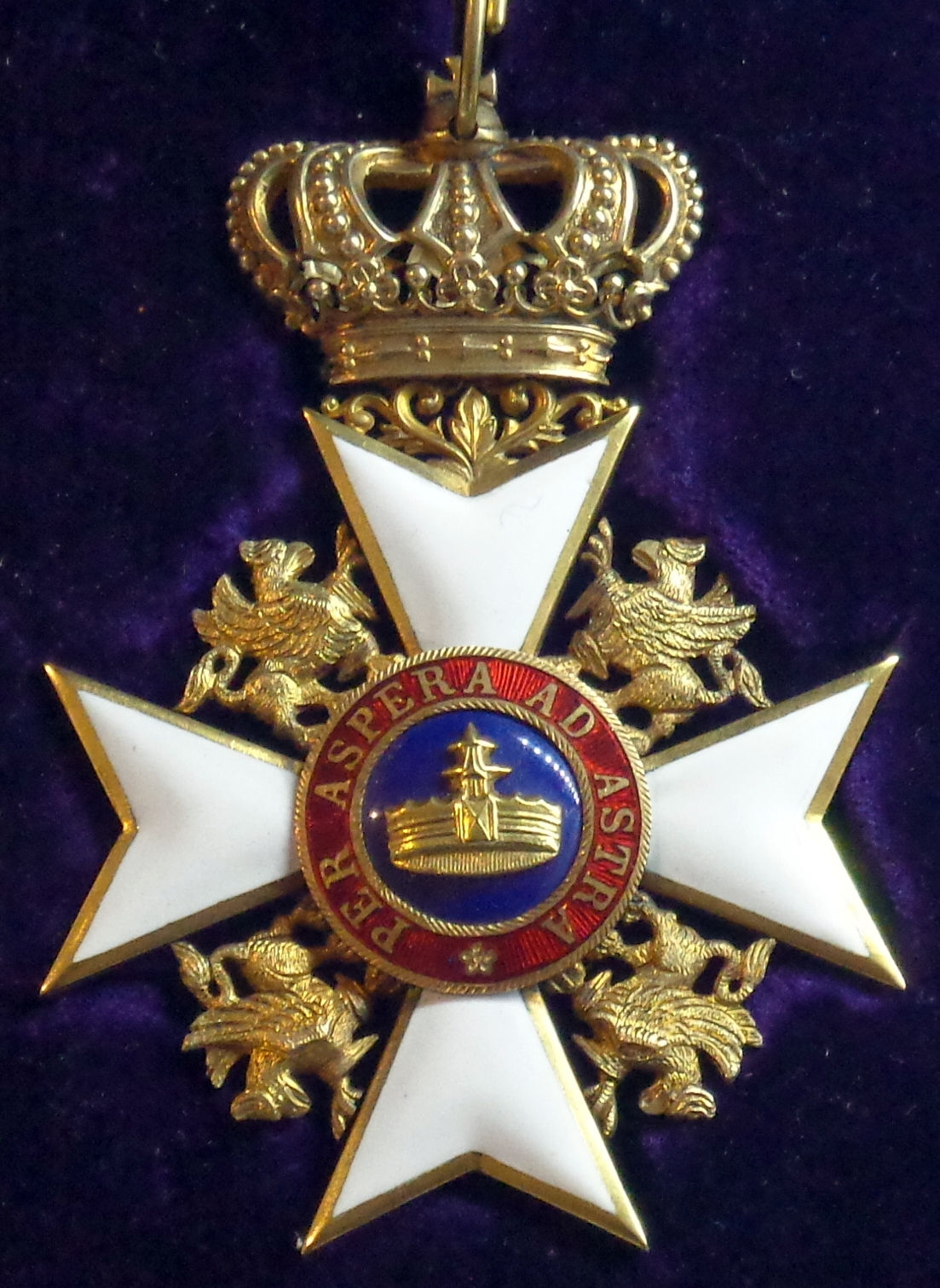
Крест Династического ордена Вендской короны, одной из известных династических наград.

## Общее описание
1) В конституционных и ограниченных монархиях династическим называется орден, решение о вручении которого принимается монархом самостоятельно. Другие ордена той же страны вручаются монархом по представлению правительства или парламента, либо (более редкий случай) монарху для награждения кого-либо другим орденом требуется согласие парламента или правительства. Таким образом, участие монарха в награждении остальными орденами оказывается достаточно формальным (хотя он вправе отказаться подписывать представление к награде). В случае же с династическим орденом монарх не ограничен в своём выборе. Так, например, в современной Великобритании династическим в этом смысле слова является орден Подвязки, а в современной Испании — орден Золотого руна (испанская ветвь). В абсолютных монархиях, таких, ка Российская империя до 1917 года, такое употребление этого термина не имело смысла, так как решение о присуждении всех наград принималось правящим императором.

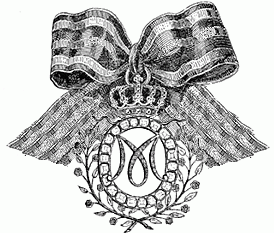
Орден Матильды — одна из недолговечных датских династических наград. Вручалась в XVIII столетии королевой Матильдой.

2) Династическим может называться орден, вручаемый монархом (как в конституционных монархиях, так и в абсолютных) только членам собственной семьи. Исторически, во многих монархиях Европы существовала традиция награждать членов правящей семьи орденами уже при рождении. Однако, обычно для этого использовались обычные для данного государства ордена. Например, в Российской империи всем сыновьям императора и всем великим князьям при рождении даровался орден Андрея Первозванного. Тем не менее, существовали примеры, когда для награждения членов семьи монарха учреждался специальный орден. Примерами этого могут служить Орден Матильды и Орден Кристиана VII (Дания). В некоторых случаях, орденами этого типа награждались и ближайшие приближённые, в силу чего (применительно к абсолютным монархиям) разница между династическим орденом и обычным несколько стиралась. 

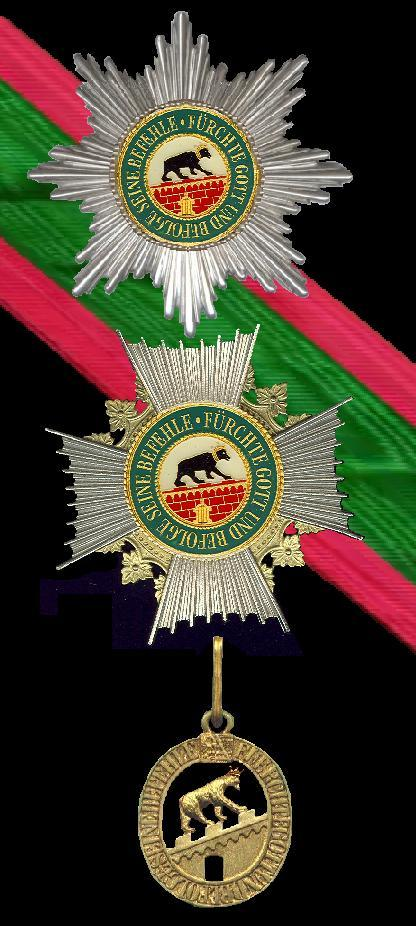
Династический орден Альбрехта Медведя — награда немецкого герцогства Ангальт.

3) Династическим может называть орден, вручаемый монархом, утратившим свой престол, или его наследниками, в том числе небесспорными. Многие монаршие семьи, лишившиеся власти в XIX-XX веках, продолжают вручение всех или некоторых орденов, ранее вручавшихся их правившими предками, как династических. В некоторых случаях изменяется внешний вид или статут орденов, или даже учреждаются новые ордена. К числу наиболее известных династий, продолжающих награждения орденами, относятся португальский королевский дом Браганса, Савойский дом (короли объединённой Италии до конца Второй мировой войны), Бурбон-Сицилийский дом (правили королевством Обеих Сицилий со столицей в Неаполе, были свергнуты в результате объединения Италии в XIX веке), Австрийские Габсбурги (продолжает вручаться орден Золотого руна (австрийская ветвь)), потомки правителей многих государств Германии (их предки утратили политическую независимость в результате объединения страны в XIX веке, но де-юре продолжали править, как конституционные монархи, признающие первенство кайзера, вплоть до конца Первой мировой войны и провозглашения Веймарской республики). Вручением династических орденов также занимается великая княгиня Мария Владимировна Романова (именующая только себя и своего сына Российским императорским домом), однако другими потомками дома Романовых, организованными в Объединение членов рода Романовых, её первородство и, соответственно, право на вручение орденов оспаривается.

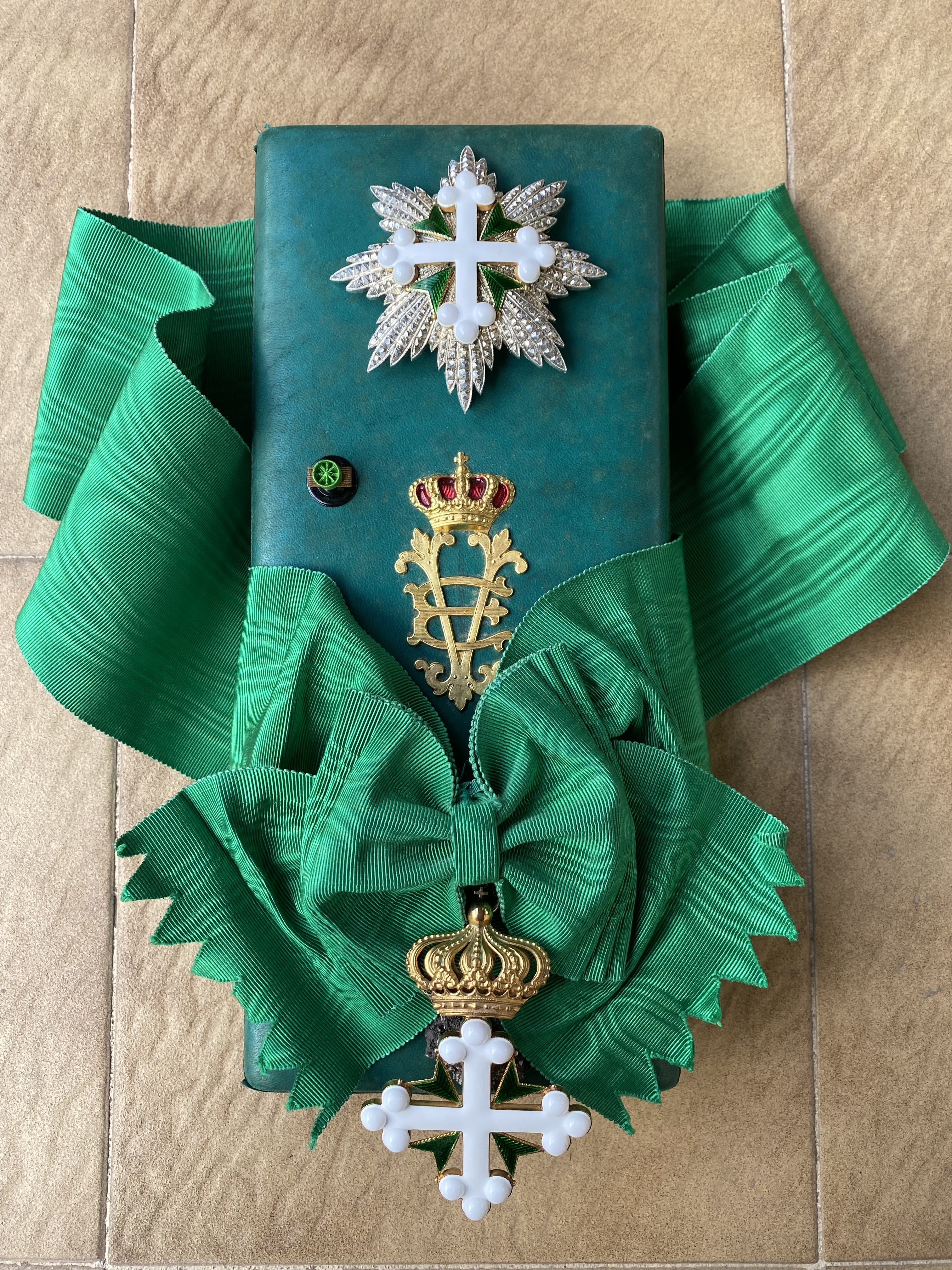
Орден Святых Маврикия и Лазаря — государственная награда Савойского герцогства (1572—1720), Сардинского королевства (1720—1761) и Королевства Италия (1861—1946), ныне — династическая награда Савойского дома.

Правовой статус таких орденов в тех странах, которыми ранее управляли вручающие их монаршие семьи может быть различным. Так, например, в Португалии ордена, вручаемые Дуарте Пиу, герцогом Брагансой, просто игнорируются законом, регламентирующим правовые отношения в сфере наград. В Италии Константиновский орден Святого Георгия, вручаемый Бурбон-Сицилийским домом, имеет официальное признание со стороны правительства, но не в качестве государственной награды. В России ордена Марии Владимировны можно носить рядом с государственными наградами, но то же касается и большого числа общественных наград.
4) Династическим орденом может называться орден, который вручали монархи (конституционные или абсолютные) сразу нескольких государств, если они принадлежали к одной династии. Такой вариант существовал в Германии, где, например, Орден Вендской короны вручался правителями сразу двух государств: Мекленбург-Шверина и Мекленбург-Стрелица, которые приходились друг другу родственниками. Орден Саксен-Эрнестинского дома вручался правителями сразу трёх государств, управлявшихся членами династии Эрнестинов: Саксен-Кобург-Готы, Саксен-Альтенбурга и Саксен-Мейнингена. Точно также, династический орден Альбрехта Медведя был создан тремя правителями государств, принадлежавшими к  династии Асканиев: владетельными герцогами Ангальт-Дессау, Ангальт-Кётена и Ангальт-Бернбурга. В дальнейшем (1863) все три государства объединились в герцогство Ангальт. В настоящее время орден не имеет статуса государственной награды, но продолжает вручаться главой дома Асканиев.
5) Наконец, в пятом случае, династическим может называться орден, вручаемый монархом, который является правящим де-факто, но не де-юре. Такая ситуация характерна для некоторых государств Африки, которые являются республиками, но на части территории которых продолжают существовать традиционные монархии, главы которых (монархи или «вожди») пользуются безусловным авторитетом у местного населения и при этом демонстрируют лояльность к правительству, которое, в свою очередь, склонно мириться с их существованием. Хотя исторически африканские монархи никаких орденов не вручали, сегодня, как минимум, одна из пяти монархий в составе республики Уганда — королевство Уньоро (Буньоро; Буньоро-Китара) вручает свои собственные ордена

## ПозицияВатикана
Поскольку многие свергнутые монархии (Савойская династия, Бурбон-Сицилийский дом, дом Браганса и др.) являются католическими, для их сторонников имеет значение позиция Папы Римского. Ватикан, согласно официальному разъяснению, признаёт легитимность только тех  исторически существующих негосударственных орденов, которые аффилированы с самим Ватиканом. Все остальные династические ордена Ватиканом не признаются. Тем не менее, существует правовая коллизия, связанная с орденом Маврикия и Лазаря, вручаемым Савойским домом: Григорий XIII (Папа Римский в 1572—1585 годах) своей буллой закрепил за главой Савойского дома право награждения этим орденом «на вечные времена».

## Некоторые ордена, содержащие в своем названии слово «династический»
Некоторые (но далеко не все) династические ордена содержат слово «династический» в своём названии. Сред них:
- Династический орден Альбрехта Медведя (нем. Hausorden Albrechts des Bären); Герцогство Ангальт.
- Орден Вендской короны (нем. Hausorden der Wendischen Krone); Мекленбург-Шверин и Мекленбург-Стрелиц.
- Королевский династический орден Святых Георгия и Константина (греч. Βασιλικό οικογενειακό τάγμα Αγίων Γεωργίου και Κωνσταντίνου); Королевство Греция.
- Династический орден Золотого льва (Гессен) (нем. Hausorden vom Goldenen Löwen); Гессен-Кассель.
- Княжеский династический орден Липпе (нем. Der Fürstlich-Lippische Hausorden); первоначально княжества Липпе-Детмольд и Шаумбург-Липпе.
- Королевский династический орден Святых Ольги и Софии (греч. Βασιλικό οικογενειακό τάγμα Αγίων Όλγας και Σοφίας); Королевство Греция.
- Орден Саксен-Эрнестинского дома (нем. Herzoglich Sachsen-Ernestinischer Hausorden); первоначально Саксен-Кобург-Гота, Саксен-Альтенбург и Саксен-Мейнинген.

И ряд других.